# Ekeby-Almby
Ekeby-Almby is een plaats in de gemeente Örebro in het landschap Närke en de provincie Örebro län in Zweden. De plaats heeft 873 inwoners (2005) en een oppervlakte van 140 hectare. De plaats ligt aan de zuidoever van het Hjälmarmeer, vier kilometer ten oosten van de stad Örebro.

## Verkeer en vervoer
Bij de plaats loopt de Länsväg 207.